# Umbraculoidea
Umbraculoidea Dall, 1889 (1827) è una superfamiglia di molluschi gasteropodi eterobranchi dell'infraclasse Euthyneura. È l'unica superfamiglia dell'ordine Umbraculida.

## Tassonomia
La classificazione di Bouchet & Rocroi del 2005 assegnava la superfamiglia Umbraculoidea al clade Umbraculida, collocato all'interno del gruppo informale Opisthobranchia.
Nella successiva revisione del 2017 degli stessi Autori, al clade Umbraculida è stato riconosciuto il rango di ordine, all'interno della subterclasse Tectipleura.
La superfamiglia Umbraculoidea comprende due famiglie:
- Tylodinidae Gray, 1847
- Umbraculidae Dall, 1889 (1827)